# Supercoupe de Russie de football 2017
La Supercoupe de Russie de 2017 est la quinzième édition de la Supercoupe de Russie. Ce match de football a lieu le 14 juillet 2017 au stade Lokomotiv de Moscou, en Russie.
Elle oppose les deux équipes moscovites du Spartak, championne de Russie en 2016-2017, et du Lokomotiv, vainqueur de la Coupe de Russie 2016-2017.
Les règles du match sont les suivantes : la durée de la rencontre est de 90 minutes divisée en deux mi-temps de 45 minutes ; en cas de match nul à l'issue de ce temps réglementaire, deux mi-temps de prolongation d'une durée d'un quart d'heure chacune sont jouées suivi d'une séance de tirs au but si l'égalité persiste à l'issue de la prolongation. Trois remplacements sont autorisés pour chaque équipe.
Au cours d'un match statistiquement dominé par le Spartak, aucun but n'est cependant inscrit à l'issue du temps réglementaire, poussant les deux équipes à la prolongation. La première période de celle-ci voit finalement les Spartakistes prendre l'avantage à la centième minute par l'intermédiaire de Luiz Adriano. Ceux-ci parviennent à accroître leur avance en deuxième période, Quincy Promes inscrivant le deuxième but de son équipe à la cent-treizième minute de jeu. Le Lokomotiv réduit l'écart trois minutes plus tard grâce à Manuel Fernandes mais ne parvient pas à refaire son retard. Le Spartak l'emporte donc sur le score final de deux buts à un et remporte ainsi sa première supercoupe.

## Feuille de match
| ·               |                     |     |
| Titulaires :    |                     |     |
|                 |                     |     |
| 32              | Artiom Rebrov       |     |
| 38              | Andreï Iechtchenko  |     |
| 23              | Dmitri Kombarov     |     |
| 16              | Salvatore Bocchetti |     |
| 14              | Gueorgui Djikiya    |     |
| 8               | Denis Glouchakov    |     |
| 71              | Ivelin Popov        | 71e |
| 10              | Quincy Promes       |     |
| 11              | Fernando            |     |
| 9               | Zé Luís             | 91e |
| 12              | Luiz Adriano        |     |
|                 |                     |     |
| Remplaçants :   |                     |     |
| 16              | Jano Ananidze       | 71e |
| 4               | Lorenzo Melgarejo   | 91e |
|                 |                     |     |
| Entraîneur :    |                     |     |
| Massimo Carrera |                     |     |

| ·             |                       |      |
| Titulaires :  |                       |      |
|               |                       |      |
| 1             | Guilherme Marinato    |      |
| 33            | Solomon Kvirkvelia    |      |
| 5             | Nemanja Pejčinović    |      |
| 27            | Igor Denissov         | 111e |
| 23            | Dmitri Tarasov        | 101e |
| 20            | Vladislav Ignatiev    |      |
| 36            | Dmitri Barinov        |      |
| 59            | Alekseï Mirantchouk   |      |
| 4             | Manuel Fernandes      |      |
| 8             | Jefferson Farfán      |      |
| 90            | Ari                   |      |
|               |                       |      |
| Remplaçants : |                       |      |
| 5             | Aleksandr Kolomeïtsev | 101e |
| 3             | Anton Mirantchouk     | 111e |
|               |                       |      |
| Entraîneur :  |                       |      |
| Iouri Siomine |                       |      |

| ·               |                     |     |
| Titulaires :    |                     |     |
|                 |                     |     |
| 32              | Artiom Rebrov       |     |
| 38              | Andreï Iechtchenko  |     |
| 23              | Dmitri Kombarov     |     |
| 16              | Salvatore Bocchetti |     |
| 14              | Gueorgui Djikiya    |     |
| 8               | Denis Glouchakov    |     |
| 71              | Ivelin Popov        | 71e |
| 10              | Quincy Promes       |     |
| 11              | Fernando            |     |
| 9               | Zé Luís             | 91e |
| 12              | Luiz Adriano        |     |
|                 |                     |     |
| Remplaçants :   |                     |     |
| 16              | Jano Ananidze       | 71e |
| 4               | Lorenzo Melgarejo   | 91e |
|                 |                     |     |
| Entraîneur :    |                     |     |
| Massimo Carrera |                     |     |

| ·             |                       |      |
| Titulaires :  |                       |      |
|               |                       |      |
| 1             | Guilherme Marinato    |      |
| 33            | Solomon Kvirkvelia    |      |
| 5             | Nemanja Pejčinović    |      |
| 27            | Igor Denissov         | 111e |
| 23            | Dmitri Tarasov        | 101e |
| 20            | Vladislav Ignatiev    |      |
| 36            | Dmitri Barinov        |      |
| 59            | Alekseï Mirantchouk   |      |
| 4             | Manuel Fernandes      |      |
| 8             | Jefferson Farfán      |      |
| 90            | Ari                   |      |
|               |                       |      |
| Remplaçants : |                       |      |
| 5             | Aleksandr Kolomeïtsev | 101e |
| 3             | Anton Mirantchouk     | 111e |
|               |                       |      |
| Entraîneur :  |                       |      |
| Iouri Siomine |                       |      |

### Statistiques

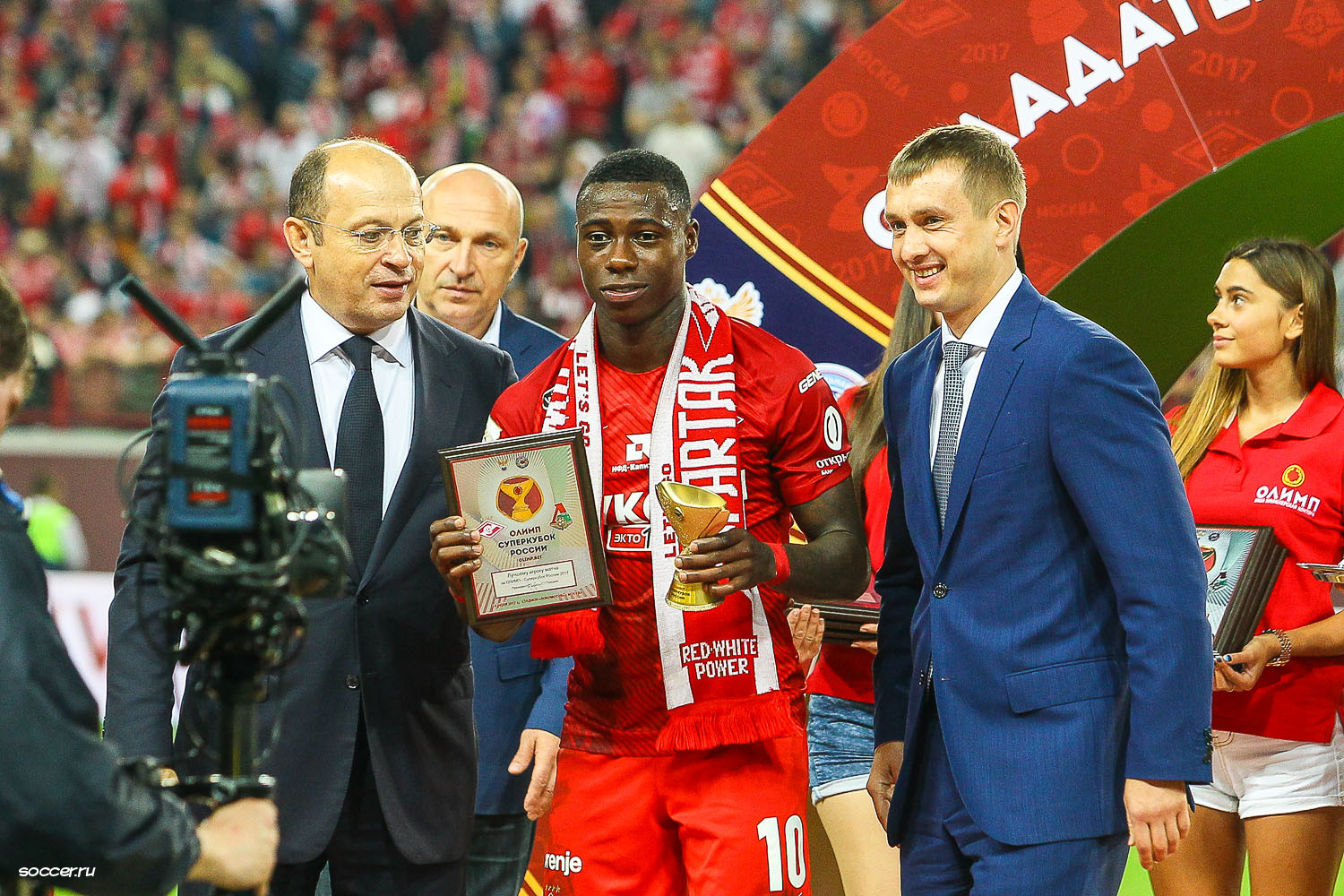
Quincy Promes est désigné homme du match à l'issue de la rencontre.

| Statistique    | Spartak | Lokomotiv |
| -------------- | ------- | --------- |
| Buts marqués   | 2       | 1         |
| Tirs           | 17      | 10        |
| Tirs cadrés    | 11      | 4         |
| Possession     | 60%     | 40%       |
| Corners        | 13      | 3         |
| Fautes         | 22      | 23        |
| Hors-jeux      | 1       | 1         |
| Cartons jaunes | 4       | 2         |
| Cartons rouges | 0       | 0         |